# Погожево
Погожево — село в Касторенском районе Курской области России. Входит в состав Котовского сельсовета.

## География
Село находится в восточной части Курской области, в лесостепной зоне, в пределах юго-западной части Среднерусской возвышенности, на правом берегу реки Касторы (приток Олыма), на расстоянии примерно 10 километров (по прямой) к юго-востоку от посёлка городского типа Касторное, административного центра района. Абсолютная высота — 181 метр над уровнем моря.
Климат
Климат характеризуется как умеренный, со среднегодовой температурой воздуха +5,1 °C и среднегодовым количеством осадков 547 мм.
Часовой пояс
Село Погожево, как и вся Курская область, находится в часовой зоне МСК (московское время). Смещение применяемого времени относительно UTC составляет +3:00.

## Население
| 1859 | 1897  | 2002 | 2010 |
| ---- | ----- | ---- | ---- |
| 876  | ↗1251 | ↘215 | ↘136 |

Гендерный состав
По данным Всероссийской переписи населения 2010 года в гендерной структуре населения мужчины составляли 43,4 %, женщины — соответственно 56,6 %.
Национальный состав
Согласно результатам переписи 2002 года, в национальной структуре населения русские составляли 99 % из 215 чел.

## Достопримечательности
- Каменный православный храм во имя Архангела Михаила, 1876 г.